# The Crown
The Crown is een Britse historische dramaserie van scenarioschrijver Peter Morgan. De serie vertelt een biografisch verhaal over de regeerperiode van koningin Elizabeth II van het Verenigd Koninkrijk. Het eerste seizoen ging op 4 november 2016 in première op Netflix. De serie werd gemaakt met een budget van € 110 miljoen per seizoen en was daarmee op dat moment de duurste ooit op Netflix. Seizoen twee werd op 8 december 2017 op Netflix gepubliceerd. Seizoen 3 kwam in Nederland online op 17 november 2019. Seizoen 4 is 15 november 2020 op Netflix gezet. Seizoen 5 staat sinds 9 november 2022 op Netflix. Het zesde en laatste seizoen is in twee delen uitgebracht op 16 november en 14 december 2023.
De dramaserie werd bedacht, geschreven en geproduceerd door Peter Morgan. Eerder schreef hij ook het scenario van de film The Queen uit 2006 en het toneelstuk The Audience uit 2013, beide over koningin Elizabeth II van het Verenigd Koninkrijk. Op 16 maart 2016 werd door Film Music Reporter aangekondigd dat de originele muziek uit de serie zou worden gecomponeerd door Hans Zimmer en Rupert Gregson-Williams.

## Verhaal
De serie begint in 1947 wanneer Elizabeth II trouwt met Philip Mountbatten. 
Het eerste seizoen behandelt de periode vanaf haar huwelijk tot de overplaatsing van Captain Peter Townsend, de verloofde van haar zuster prinses Margaret, naar Brussel. Het tweede seizoen gaat over de periode vanaf de Suezcrisis in 1956 tot de geboorte van prins Edward in 1964. 
Seizoen 3 gaat over onder andere de Ramp van Aberfan, de de-kolonisatie van Afrika, Prinses Margarets affaire met tuinman Roddy Llewellyn en introduceert Camilla Parker Bowles. Het vierde seizoen toont de moordaanslag op Lord Mountbatten en Charles' moeizame relatie met Diana, en de periode van Thatchers premierschap. 
Seizoen 5 gaat over de jaren 90, waarin drie kinderen van koningin Elizabeth hun scheiding aankondigde en er een grote brand was bij Windsor Castle. Het zesde seizoen gaat onder andere over de periode rond de dood van prinses Diana, de relatie tussen prins William en Catherine Middleton en het huwelijk van prins Charles en Camilla Parker Bowles.

## Historische nauwkeurigheid
De Britse minister van cultuur maakte na het uitbrengen van het vierde seizoen bezwaar tegen de fictionele aspecten van de weergave van de verhouding tussen Charles, Diana en Camilla en de rol van minister-president Thatcher, vanwege het negatieve beeld dat de serie over deze personages oproept, ontstond ophef. Aan Netflix werd gevraagd het fictieve karakter van de serie aan het begin van elke aflevering te melden.

## Rolverdeling
Seizoen 1 en 2
- Claire Foy als koningin Elizabeth II
- Matt Smith als prins Philip
- Vanessa Kirby als prinses Margaret
- Jared Harris als koning George VI
- John Lithgow als Winston Churchill
- Jeremy Northam als Anthony Eden, Churchill's minister van Buitenlandse Zaken, later zijn opvolger als eerste minister
- Greg Wise als Louis Mountbatten
- Victoria Hamilton als koningin-moeder Elizabeth Bowes-Lyon
- Eileen Atkins als koningin Mary
- Pip Torrens als Tommy Lascelles
- Harry Hadden-Paton als Martin Charteris
- Ben Miles als Peter Townsend
- Alex Jennings als Edward VIII van het Verenigd Koninkrijk
- Lia Williams als Wallis Simpson
- Matthew Goode als Antony Armstrong-Jones, fotograaf en echtgenoot van prinses Margaret, later bekend als Lord Snowdon
- Anton Lesser als Harold Macmillan, de opvolger van Anthony Eden als eerste minister

Seizoen 3 en 4
- Olivia Colman als koningin Elizabeth II
- Tobias Menzies als prins Philip
- Helena Bonham Carter als prinses Margaret
- Josh O'Connor als Charles, prins van Wales
- Gillian Anderson als minister-president Margaret Thatcher
- Jason Watkins als minister-president Harold Wilson
- Marion Bailey als koningin-moeder Elizabeth Bowes-Lyon
- Charles Dance als Louis Mountbatten
- Ben Daniels als Antony Armstrong-Jones
- Erin Doherty als Anne Mountbatten-Windsor, Princess Royal
- Emma Corrin als Diana, prinses van Wales
- Charles Edwards als Martin Charteris
- Emerald Fennell als Camilla Parker Bowles
- Geraldine Chaplin als Wallis Simpson

Seizoen 5 en 6
- Imelda Staunton als koningin Elizabeth II
- Jonathan Pryce als prins Philip
- Lesley Manville als prinses Margaret
- Elizabeth Debicki als Diana, prinses van Wales
- Dominic West als prins Charles
- Claudia Harrison als Anne Mountbatten-Windsor, Princess Royal
- Marcia Warren als koningin-moeder Elizabeth Bowes-Lyon
- James Murray als prins Andrew
- Olivia Williams als Camilla Parker Bowles
- Ed McVey als prins William
- Luther Ford als prins Harry
- Meg Bellamy als Kate Middleton
- Salim Daw als Mohamed Al-Fayed
- Khalid Abdalla als Dodi Fayed
- Jonny Lee Miller als John Major
- Bertie Carvel als Tony Blair

## Afleveringen

### Seizoen 1
| #  | Titel                 | Regie          | Script       | Datum           |
| -- | --------------------- | -------------- | ------------ | --------------- |
| 1  | Wolferton Splash      | Stephen Daldry | Peter Morgan | 4 november 2016 |
| 2  | Hyde Park Corner      | Stephen Daldry | Peter Morgan | 4 november 2016 |
| 3  | Windsor               | Philip Martin  | Peter Morgan | 4 november 2016 |
| 4  | Act of God            | Julian Jarrold | Peter Morgan | 4 november 2016 |
| 5  | Smoke and Mirrors     | Philip Martin  | Peter Morgan | 4 november 2016 |
| 6  | Gelignite             | Julian Jarrold | Peter Morgan | 4 november 2016 |
| 7  | Scientia Potentia Est | Benjamin Caron | Peter Morgan | 4 november 2016 |
| 8  | Pride & Joy           | Philip Martin  | Peter Morgan | 4 november 2016 |
| 9  | Assassins             | Benjamin Caron | Peter Morgan | 4 november 2016 |
| 10 | Gloriana              | Philip Martin  | Peter Morgan | 4 november 2016 |

### Seizoen 2
| #  | Titel             | Regie              | Script                     | Datum           |
| -- | ----------------- | ------------------ | -------------------------- | --------------- |
| 1  | Misadventure      | Philip Martin      | Peter Morgan               | 8 december 2017 |
| 2  | A Company of Men  | Philip Martin      | Peter Morgan               | 8 december 2017 |
| 3  | Lisbon            | Philip Martin      | Peter Morgan               | 8 december 2017 |
| 4  | Beryl             | Benjamin Caron     | Amy Jenkins & Peter Morgan | 8 december 2017 |
| 5  | Marionettes       | Philippa Lowthorpe | Peter Morgan               | 8 december 2017 |
| 6  | Vergangenheit     | Philippa Lowthorpe | Peter Morgan               | 8 december 2017 |
| 7  | Matrimonium       | Benjamin Caron     | Peter Morgan               | 8 december 2017 |
| 8  | Dear Mrs. Kennedy | Stephen Daldry     | Peter Morgan               | 8 december 2017 |
| 9  | Paterfamilias     | Stephen Daldry     | Tom Edge & Peter Morgan    | 8 december 2017 |
| 10 | Mystery Man       | Benjamin Caron     | Peter Morgan               | 8 december 2017 |

### Seizoen 3
| #  | Titel         | Regie               | Script                       | Datum            |
| -- | ------------- | ------------------- | ---------------------------- | ---------------- |
| 1  | Olding        | Benjamin Caron      | Peter Morgan                 | 17 november 2019 |
| 2  | Margaretology | Benjamin Caron      | Peter Morgan                 | 17 november 2019 |
| 3  | Aberfan       | Benjamin Caron      | Peter Morgan                 | 17 november 2019 |
| 4  | Bubbikins     | Benjamin Caron      | Peter Morgan                 | 17 november 2019 |
| 5  | Coup          | Christian Schwochow | Peter Morgan                 | 17 november 2019 |
| 6  | Tywysog cymru | Christian Schwochow | James Graham & Peter Morgan  | 17 november 2019 |
| 7  | Moondust      | Jessica Hobbs       | Peter Morgan                 | 17 november 2019 |
| 8  | Dangling Man  | Sam Donovan         | David Hancock & Peter Morgan | 17 november 2019 |
| 9  | Imbroglio     | Sam Donovan         | Peter Morgan                 | 17 november 2019 |
| 10 | Cri de coeur  | Jessica Hobbs       | Peter Morgan                 | 17 november 2019 |

### Seizoen 4
| #  | Titel                    | Regie            | Script                            | Datum            |
| -- | ------------------------ | ---------------- | --------------------------------- | ---------------- |
| 1  | Gold stick               | Benjamin Caron   | Peter Morgan                      | 15 november 2020 |
| 2  | The balmoral test        | Paul Whittington | Peter Morgan                      | 15 november 2020 |
| 3  | Fairytale                | Benjamin Caron   | Peter Morgan                      | 15 november 2020 |
| 4  | Favourites               | Paul Whittington | Peter Morgan                      | 15 november 2020 |
| 5  | Fagan                    | Paul Whittington | Jonathan D. Wilson & Peter Morgan | 15 november 2020 |
| 6  | Terra nullius            | Julian Jarrold   | Peter Morgan                      | 15 november 2020 |
| 7  | The hereditary principle | Jessica Hobbs    | Peter Morgan                      | 15 november 2020 |
| 8  | 48:1                     | Julian Jarrold   | Peter Morgan                      | 15 november 2020 |
| 9  | Avalanche                | Jessica Hobbs    | Peter Morgan                      | 15 november 2020 |
| 10 | War                      | Jessica Hobbs    | Peter Morgan                      | 15 november 2020 |

### Seizoen 5
| #  | Titel                   | Regie               | Script       | Datum           |
| -- | ----------------------- | ------------------- | ------------ | --------------- |
| 1  | Queen Victoria Syndrome | Jessica Hobbs       | Peter Morgan | 9 november 2022 |
| 2  | The System              | Jessica Hobbs       | Peter Morgan | 9 november 2022 |
| 3  | Mou Mou                 | Alex Gabassi        | Peter Morgan | 9 november 2022 |
| 4  | Annus Horribilis        | May el-Toukhy       | Peter Morgan | 9 november 2022 |
| 5  | The Way Ahead           | May el-Toukhy       | Peter Morgan | 9 november 2022 |
| 6  | Ipatiev House           | Christian Schwochow | Peter Morgan | 9 november 2022 |
| 7  | No Woman’s Land         | Erik Richter Strand | Peter Morgan | 9 november 2022 |
| 8  | Gunpowder               | Erik Richter Strand | Peter Morgan | 9 november 2022 |
| 9  | Couple 31               | Christian Schwochow | Peter Morgan | 9 november 2022 |
| 10 | Decommissioned          | Alex Gabassi        | Peter Morgan | 9 november 2022 |

### Seizoen 6
| #  | Titel               | Regie               | Script                               | Datum            |
| -- | ------------------- | ------------------- | ------------------------------------ | ---------------- |
| 1  | Persona non grata   | Alex Gabassi        | Peter Morgan                         | 16 november 2023 |
| 2  | Two Photographs     | Christian Schwochow | Peter Morgan                         | 16 november 2023 |
| 3  | Dis-Moi-Oui         | Christian Schwochow | Peter Morgan                         | 16 november 2023 |
| 4  | Aftermath           | Christian Schwochow | Peter Morgan                         | 16 november 2023 |
| 5  | Willsmania          | May el-Toukhy       | Jonathan Wilson & Peter Morgan       | 14 december 2023 |
| 6  | Ruritania           | Erik Richter Strand | Daniel Marc Janes & Peter Morgan     | 14 december 2023 |
| 7  | Alma Mater          | May el-Toukhy       | Jonathan Wilson & Peter Morgan       | 14 december 2023 |
| 8  | Ritz                | Alex Gabassi        | Meriel Sheibani-Clare & Peter Morgan | 14 december 2023 |
| 9  | Hope Street         | Erik Richter Strand | Jonathan Wilson & Peter Morgan       | 14 december 2023 |
| 10 | Sleep, Dearie Sleep | Stephen Daldry      | Peter Morgan                         | 14 december 2023 |

## Prijzen en nominaties
The Crown won 129 prijzen en ontving 283 nominaties, waarvan de belangrijkste:
| Jaar | Prijs         | Categorie | Ontvangstnemer(s) | Uitslag     |
| ---- | ------------- | --- | --- | ----------- |
| 2017 | Golden Globes | Beste dramaserie                                                                                                   | Beste dramaserie | Gewonnen    |
| 2017 | Golden Globes | Beste actrice in een dramaserie                                                                                    | Claire Foy | Gewonnen    |
| 2017 | Golden Globes | Beste mannelijke bijrol in een televisieserie, miniserie of televisiefilm                                          | John Lithgow | Genomineerd |
| 2017 | Emmy Awards   | Beste dramaserie                                                                                                   | Beste dramaserie | Genomineerd |
| 2017 | Emmy Awards   | Beste vrouwelijke hoofdrol in een dramaserie                                                                       | Claire Foy | Genomineerd |
| 2017 | Emmy Awards   | Beste mannelijke bijrol in een dramaserie                                                                          | John Lithgow | Gewonnen    |
| 2017 | Emmy Awards   | Beste regie van een dramaserie, voor afl. "Hyde Park Corner"                                                       | Stephen Daldry | Genomineerd |
| 2017 | Emmy Awards   | Beste scenario voor een dramaserie, voor afl. "Assasins"                                                           | Peter Morgan | Genomineerd |
| 2017 | Emmy Awards   | Beste hoofdtitel ontwerp, voor afl. "Smoke and Mirrors"                                                            | Patrick Clair, Raoul Marks & Jeff Han | Genomineerd |
| 2017 | Emmy Awards   | Beste productie ontwerp voor een verhaal periode programma (een uur of meer)                                       | Martin Childs, Mark Raggetti, Celia Bobak & Netflix | Gewonnen    |
| 2017 | Emmy Awards   | Beste casting voor een dramaserie                                                                                  | Nina Gold, Robert Sterne & Netflix | Genomineerd |
| 2017 | Emmy Awards   | Beste compositie voor een televisieserie (originele dramatische muziek), voor afl. "Hyde Park Corner"              | Rupert Gregson-Williams | Genomineerd |
| 2017 | Emmy Awards   | Beste camerawerk voor een single-camera televisieserie (een uur), voor afl. "Smoke and Mirrors"                    | Adriano Goldman | Genomineerd |
| 2017 | Emmy Awards   | Beste periode/fantasie kostuums voor een televisieserie, miniserie of film                                         | Michele Clapton, Alex Fordham, Emma O'Loughlin, Kate O'Farrell & Netflix                                                                                 | Gewonnen    |
| 2018 | Golden Globes | Beste dramaserie                                                                                                   | Beste dramaserie | Genomineerd |
| 2018 | Golden Globes | Beste actrice in een dramaserie                                                                                    | Claire Foy | Genomineerd |
| 2018 | Emmy Awards   | Beste dramaserie                                                                                                   | Beste dramaserie | Genomineerd |
| 2018 | Emmy Awards   | Beste vrouwelijke hoofdrol in een dramaserie                                                                       | Claire Foy | Gewonnen    |
| 2018 | Emmy Awards   | Beste mannelijke bijrol in een dramaserie                                                                          | Matt Smith | Genomineerd |
| 2018 | Emmy Awards   | Beste vrouwelijke bijrol in een dramaserie                                                                         | Vanessa Kirby | Genomineerd |
| 2018 | Emmy Awards   | Beste regie van een dramaserie, voor afl. "Paterfamilias"                                                          | Stephen Daldry | Gewonnen    |
| 2018 | Emmy Awards   | Beste scenario voor een dramaserie, voor afl. "Mystery Man"                                                        | Peter Morgan | Genomineerd |
| 2018 | Emmy Awards   | Beste gast acteur in een dramaserie, voor afl. "Matrimonium"                                                       | Matthew Goode | Genomineerd |
| 2018 | Emmy Awards   | Beste casting voor een dramaserie                                                                                  | Nina Gold & Robert Sterne | Gewonnen    |
| 2018 | Emmy Awards   | Beste camerawerk voor een single-camera televisieserie (een uur), voor afl. "Beryl"                                | Adriano Goldman | Gewonnen    |
| 2018 | Emmy Awards   | Beste haarstyling voor een single-camera televisieserie, voor afl. "Dear Mrs. Kennedy"                             | Ivana Primorac | Genomineerd |
| 2018 | Emmy Awards   | Beste periode kostuums, voor afl. "Dear Mrs. Kennedy"                                                              | Jane Petrie, Emily Newby, Basia Kuznar & Gaby Spanswick                                                                                                  | Gewonnen    |
| 2018 | Emmy Awards   | Beste productie ontwerp voor een verhaal periode of fantasie programma (een uur of meer), voor afl. "Beryl"        | Martin Childs, Mark Raggett & Alison Harvey | Genomineerd |
| 2018 | Emmy Awards   | Beste speciale visuele effecten in een bijrol, voor afl. "Misadventure"                                            | Ben Turner, Standish Millennas, Alison Griffiths, Matthew Bristowe, Lacopo DiLuigi, Garrett Honn, Charlie Bennett, Jenny Gauci & Carmine Agnone          | Genomineerd |
| 2020 | Golden Globes | Beste dramaserie                                                                                                   | Beste dramaserie | Genomineerd |
| 2020 | Golden Globes | Beste acteur in een dramaserie                                                                                     | Tobias Menzies | Genomineerd |
| 2020 | Golden Globes | Beste actrice in een dramaserie                                                                                    | Olivia Colman | Gewonnen    |
| 2020 | Golden Globes | Beste vrouwelijke bijrol in een televisieserie, miniserie of televisiefilm                                         | Helena Bonham Carter | Genomineerd |
| 2020 | Emmy Awards   | Beste dramaserie                                                                                                   | Beste dramaserie | Genomineerd |
| 2020 | Emmy Awards   | Beste vrouwelijke hoofdrol in een dramaserie                                                                       | Olivia Colman | Genomineerd |
| 2020 | Emmy Awards   | Beste vrouwelijke bijrol in een dramaserie                                                                         | Helena Bonham Carter | Genomineerd |
| 2020 | Emmy Awards   | Beste regie van een dramaserie, voor afl. "Aberfan"                                                                | Benjamin Caron | Gewonnen    |
| 2020 | Emmy Awards   | Beste regie voor een dramaserie, voor afl. "Cri de Coeur"                                                          | Jessica Hobbs | Genomineerd |
| 2020 | Emmy Awards   | Beste scenario voor een dramaserie, voor afl. "Aberfan"                                                            | Peter Morgan | Genomineerd |
| 2020 | Emmy Awards   | Beste compositie voor een televisieserie (originele dramatische muziek), voor afl. "Aberfan"                       | Martin Phipps | Genomineerd |
| 2020 | Emmy Awards   | Beste casting voor een dramaserie                                                                                  | Nina Gold & Robert Sterne | Genomineerd |
| 2020 | Emmy Awards   | Beste periode en / of karakter haarstyling, voor afl. "Cri de Coeur"                                               | Cate Hall, Louise Coles, Sarah Nuth, Suzanne David, Emilie Yong & Catriona Johnstone                                                                     | Genomineerd |
| 2020 | Emmy Awards   | Beste geluidsmontage voor een komedie- of dramaserie (een uur) , voor afl. "Aberfan"                               | Lee Walpole, Andy Kennedy, Saoirse Christopherson, Juraj Mravec, Tom Williams, Steve Little, Lindsay Wright, Tom Stewart, Anna Wright & Catherine Thomas | Genomineerd |
| 2020 | Emmy Awards   | Beste camerawerk voor een single-camera televisieserie (een uur), voor afl. "Aberfan"                              | Adriano Goldman | Genomineerd |
| 2020 | Emmy Awards   | Beste periode kostuums, voor afl. "Aberfan"                                                                        | Amy Roberts, Sidonie Roberts & Sarah Moore | Gewonnen    |
| 2020 | Emmy Awards   | Beste productie ontwerp voor een verhaal periode of fantasie programma (een uur of meer), voor afl. "Cri de Coeur" | Martin Childs, Mark Raggett & Alison Harvey | Gewonnen    |
| 2021 | Golden Globes | Beste dramaserie                                                                                                   | Beste dramaserie | Gewonnen    |
| 2021 | Golden Globes | Beste actrice in een dramaserie                                                                                    | Olivia Colman | Genomineerd |
| 2021 | Golden Globes | Beste actrice in een dramaserie                                                                                    | Emma Corrin | Gewonnen    |
| 2021 | Golden Globes | Beste acteur in een dramaserie                                                                                     | Josh O'Connor | Gewonnen    |
| 2021 | Golden Globes | Beste vrouwelijke bijrol in een televisieserie, miniserie of televisiefilm                                         | Gillian Anderson | Gewonnen    |
| 2021 | Golden Globes | Beste vrouwelijke bijrol in een televisieserie, miniserie of televisiefilm                                         | Helena Bonham Carter | Genomineerd |
| 2021 | Emmy Awards   | Beste dramaserie                                                                                                   | Beste dramaserie | Gewonnen    |
| 2021 | Emmy Awards   | Beste mannelijke hoofdrol in een dramaserie                                                                        | Josh O'Connor | Gewonnen    |
| 2021 | Emmy Awards   | Beste vrouwelijke hoofdrol in een dramaserie                                                                       | Olivia Colman | Gewonnen    |
| 2021 | Emmy Awards   | Beste vrouwelijke hoofdrol in een dramaserie                                                                       | Emma Corrin | Genomineerd |
| 2021 | Emmy Awards   | Beste mannelijke bijrol in een dramaserie                                                                          | Tobias Menzies | Gewonnen    |
| 2021 | Emmy Awards   | Beste vrouwelijke bijrol in een dramaserie                                                                         | Gillian Anderson | Gewonnen    |
| 2021 | Emmy Awards   | Beste vrouwelijke bijrol in een dramaserie                                                                         | Helena Bonham Carter | Genomineerd |
| 2021 | Emmy Awards   | Beste vrouwelijke bijrol in een dramaserie                                                                         | Emerald Fennell | Genomineerd |
| 2021 | Emmy Awards   | Beste scenario voor een dramaserie, voor afl. "War"                                                                | Peter Morgan | Gewonnen    |
| 2021 | Emmy Awards   | Beste casting voor een dramaserie                                                                                  | Robert Sterne | Gewonnen    |
| 2021 | Emmy Awards   | Beste regie voor een dramaserie, voor afl. "War"                                                                   | Jessica Hobbs | Gewonnen    |
| 2021 | Emmy Awards   | Beste regie voor een dramaserie, voor afl. "Fairytale"                                                             | Benjamin Caron | Genomineerd |
| 2021 | Emmy Awards   | Beste gastactrice in een dramaserie, in "48:1" (2020)                                                              | Claire Foy | Gewonnen    |
| 2021 | Emmy Awards   | beste gastacteur in een dramaserie'in "Gold Stick" (2020)                                                          | Charles Dance | Genomineerd |
| 2021 | Emmy Awards   | Beste cinematografie voor een single-camera series (een uur), voor "Fairytale" (2020)                              | Adriano Goldman | Gewonnen    |
| 2021 | Emmy Awards   | Beste beeldbewerking voor een camera voor een dramaserie, voor "Fairytale" (2020)                                  | Yan Miles | Gewonnen    |
| 2021 | Emmy Awards   | Beste beeldbewerking voor één camera voor een dramaserie, voor "Avalanche" (2020)                                  | Paulo Pandolpho | Genomineerd |
| 2021 | Emmy Awards   | Beste Muziek Compositie voor een serie (originele dramatische muziek), voor "The Balmoral Test" (2020)             | Martin Phipps | Genomineerd |
| 2021 | Emmy Awards   | Beste muziektoezicht, voor "Fairytale" (2020)                                                                      | Sarah Bridge | Genomineerd |
| 2021 | Emmy Awards   | Beste productieontwerp voor een verhalende periode of een fantasieprogramma (een uur of meer), voor "War"          | Martin Childs, Mark Raggett & Alison Harvey | Genomineerd |
| 2021 | Emmy Awards   | Beste sound mixing voor een komedie of dramaserie (één uur), voor "Fairytale" (2020)                               | Lee Walpole, Stuart Hilliker, Martin Jensen & Chris Ashworth                                                                                             | Genomineerd |
| 2021 | Emmy Awards   | Beste periode- en/of karakterhaarstyling, voor "War" (2020)                                                        | Cate Hall, Emilie Yong, Sam Smart, Suzanne David, Debbie Ormrod & Stacey Louise Holman                                                                   | Genomineerd |
| 2021 | Emmy Awards   | Beste periodekostuums, voor "Terra Nullius" (2020)                                                                 | Amy Roberts, Sidonie Roberts & Giles Gale | Genomineerd |
| 2021 | Emmy Awards   | Beste speciale visuele effecten in een enkele aflevering, voor "Gold Stick" (2020)                                 | Ben Turner, Reece Ewing, Andy Scrase, Standish Millennas, Oliver Bersey, Jonathan Wood, David Fleet, Joe Cork & Garrett Honn                             | Genomineerd |

Bijgewerkt op 13 oktober 2021